# Tomino
Tomino (en cors Tominu) és un municipi francès, situat a la regió de Còrsega, al departament d'Alta Còrsega. L'any 1999 tenia 186 habitants.

## Demografia
| 1874 | 1911 | 1962 | 1968 | 1975 | 1982 | 1990 | 1999 |
| ---- | ---- | ---- | ---- | ---- | ---- | ---- | ---- |
| 712  | 524  | 104  | 130  | 147  | 178  | 193  | 186  |

## Administració
| Període   | Identitat              | Partit | Qualitat |  |
| --------- | ---------------------- | ------ | -------- |  |
| 1945-1966 | Jérémie Constant       |        |          |  |
| 1966-2001 | Paul Sylvestre Filippi |        |          |  |
| 2001-     | François Orlandi       | PRG    |          |  |